# Coenotephria fuscofasciata
Coenotephria fuscofasciata là một loài bướm đêm trong họ Geometridae.